# Bataille de Jengland
Batailles
- Messac (843)
- Blain (843)
- Ballon (845)
- Jengland (851)
- Brissarthe (866)
- Trans-la-Forêt (939)
- Conquereuil (992)

 (février 2025).
La bataille de Jengland oppose, le 22 août 851, les troupes franques de Charles le Chauve aux Bretons d’Erispoë, lequel négocie en vainqueur le traité d'Angers en septembre 851 et est reconnu comme roi de Bretagne.
Le lieu de la bataille est sujet à controverse :  elle est localisée soit, en général, à Beslé (« Jengland »), lieudit de la commune de Guémené-Penfao en Loire-Atlantique, soit au Grand-Fougeray (Ille-et-Vilaine) à quelques kilomètres, soit encore à Juvardeil (Maine-et-Loire), 120 km à l'est.

## Historique

### Origines du conflit

Limite de la Neustrie franque jusqu'au Traité d'Angers de 851

Après avoir respecté la paix conclue avec Charles le Chauve en 846, Nominoë, à la tête des Bretons, reprend l’offensive en 849. Il semble désormais chercher à établir l’indépendance totale de son royaume, comme en témoigne sa déposition des évêques en place – fidèles à Landran II, archevêque métropolitain de Tours – sous des accusations de simonie et leur remplacement par des fidèles (par exemple : Gislard nommé évêque à Nantes, puis à Guérande et Courantgwen à Vannes).
En 850, Charles le Chauve lève une armée pour défendre l'intégrité de la Neustrie, mais l’affrontement n’a pas lieu et le roi se contente de renforcer les comtés de la Neustrie limitrophes de la Bretagne.
En 851, les garnisons laissées l’année précédente à Rennes et Nantes capitulent devant Nominoë et Lambert, qui poursuivent leur offensive vers le Maine. Voulant pousser à son avantage ses conquêtes nouvelles, Nominoë décide d'avancer sur Chartres, mais meurt subitement en montant à cheval, près de Vendôme. Erispoë, son fils, reprend le commandement de l’armée bretonne et poursuit l’offensive en compagnie de Lambert.
Devant la menace, Charles conclut une entente d’aide réciproque avec ses frères, obtenant un contingent de Saxons de Louis le Germanique. L’ost est convoqué dans l’ouest du royaume à la fin de l’été.

### Les forces en présence
Faute de données précises, les effectifs des deux camps doivent être estimés sous toutes réserves. Il faut se garder de répéter les évaluations fantaisistes d’autrefois, qui accordent jusqu’à 40 000 hommes à Charles, alors que Charlemagne lui-même n’en a sans doute jamais conduit autant au champ de bataille, à une époque où l’empire était encore entier. 
On peut néanmoins supposer qu’après son échec cuisant à Ballon, Charles cherche à éviter de commettre deux fois la même erreur en se présentant avec trop peu d’hommes, même s’il sait les Bretons peu nombreux. Une mobilisation massive en Francie occidentale pourrait représenter de quatre à six mille hommes, 30 à 50 % du maximum théorique du royaume, car le roi doit alterner les régions convoquées à l’ost d’une année à l’autre pour éviter l’épuisement des ressources et des hommes. Sur ce nombre, il faut compter peut-être 10 % de cavaliers lourds, leurs écuyers, s’ils sont eux-mêmes montés, pouvant éventuellement former une cavalerie légère. Quant au contingent de mercenaires saxons, on peut se hasarder à lui accorder un nombre de 500  à   800 hommes, soit à peu près les effectifs d’une bande de guerre germanique (par analogie avec les bandes de guerre scandinaves).
Chez les Bretons, l’armée étant apparemment constituée d’une seule cavalerie légère, seuls les hommes d’un certain rang social, c’est-à-dire ayant les moyens de posséder un cheval, pouvaient y participer. Malgré tout, la proportion d’hommes possédant des chevaux pourrait être supérieure à ce qu’elle est en Francie à la même époque. En effet, l’élevage tient une place prépondérante dans les activités de production de la société celtique de l’époque, du moins de la classe libre, à en croire les relations contemporaines et l'analogie avec les autres nations celtiques du haut Moyen Âge. La culture des champs, peu valorisée, est l’affaire de la classe servile, exclue du privilège de porter les armes. La richesse et le pouvoir se calculent en têtes de bétail et en peaux.
Ainsi, la population de la Bretagne d’alors – moins de 150 000 âmes [réf. nécessaire], sans compter la population romane acquise avec les comtés de Rennes et de Nantes – mène à une estimation de 500  à   800 cavaliers pour une région gallo-franque, où la petite noblesse, qui a le quasi-monopole du cheval, représente 2 ou 3 % de la population. On peut supposer la proportion supérieure chez les Bretons. Un seul point de repère historiographique : en 873, Charles invite Salomon, successeur d’Érispoë, à venir faire conjointement le siège d’Angers où se sont retranchés des Vikings ; selon les sources de l’époque, le roi breton s’y rend avec 1 000 hommes.

### Le problème de la localisation
Selon une version courante, en août 851, Charles le Chauve quitte le Comté d'Anjou avec son ost et pénètre en Bretagne dans le comté de Rennes à la rencontre d'Erispoë, puis il descend vers le sud en suivant l'ancienne voie romaine de Corseul (Côtes-d'Armor) à Nantes et se heurte à l’armée bretonne sur la Vilaine, au pont de Beslé ou au Grand-Fougeray. 
Selon Pierre Riché en revanche, la bataille entre Francs et Bretons a lieu sur la Sarthe à Juvardeil, environ 20 km à l'est de Segré et 20 km au nord d'Angers.

### La bataille
La Chronique d'Angoulême (Chronicon Aquitanicum) indique la date de la bataille et précise qu'elle a lieu après la mort de Nominoë.
Le premier jour, le roi dispose ses troupes sur deux lignes : les Francs derrière, les mercenaires saxons devant pour briser la charge de la cavalerie bretonne, dont il connaît la mobilité et la ténacité. Selon le récit de Réginon de Prüm, aux premiers instants de l’engagement, sous les javelots bretons, les Saxons se replient derrière la ligne franque. Les Francs sont pris au dépourvu par la tactique de l’ennemi. Au lieu d’engager le corps à corps, les Bretons harcèlent à distance l’armée lourde des Francs, un peu à la façon des peuples nomades d’Asie centrale, l’arc et la flèche étant remplacés par le javelot. Ils alternent charges furieuses, débandades soudaines et feintes incitant les Francs à la poursuite, les Bretons sachant manier le javelot aussi bien devant que derrière eux. Dès que quelques Francs se détachent d’une colonne, les Bretons se regroupent pour les encercler et les massacrer.
Après deux jours de combat, les pertes en hommes et montures sont catastrophiques chez les Francs, minimes chez les Bretons. Pris de frayeur, le roi s'enfuit à la faveur de la nuit en abandonnant tout son vestiaire. Lorsque sa disparition est remarquée au lever du jour, la panique s’empare des soldats qui ne songent plus qu’à sauver leur vie. Le troisième jour la débandade des Francs est totale et les Bretons ne tardent pas à s’en apercevoir et fondent sur le camp à grand cri, s’emparant des trésors et des armes, massacrant autant de fuyards qu’ils peuvent. D'importants dignitaires comme le comte Vivien de Tours et le comte palatin Hilmerad sont tués.

### La paix d'Angers
À l’issue de cette bataille, les relations entre Francs et Bretons sont redéfinies. Charles le Chauve accepte de rencontrer Érispoé à Angers ville située aux limites de l'avancée bretonne.
Selon les Annales de Saint-Bertin : « Erispoé, fils de Nominoé, venant à Charles, dans la Cité d’Angers se commanda à lui (= se soumet) et reçut en don aussi bien les symboles de la royauté que les ressorts de son père, étant ajoutés le Rennais, le Nantais et le Retz. »
Par cet accord d'Angers, Charles le Chauve reconnaissait Erispoë pour roi de Bretagne et s'engageait à ne plus jamais contester que les pays de Rennes, Nantes et de Retz sont terre bretonne. En contrepartie, Erispoë se contenta de rendre son siège épiscopal à l'évêque Actard. L'accord d'Angers délimite les frontières du futur duché de Bretagne et de la Bretagne. Il marque aussi un tournant dans les relations entre la Francie occidentale et la Bretagne : les Vikings attaquant la Neustrie et la Bretagne, une paix intérieure, faute d'une alliance solide et volontaire, est nécessaire pour contrer ces incursions (à partir de 799) de plus en plus pressantes.

### Les remises en cause de la paix d'Angers (863-933)
La paix d'Angers vole en éclats quelques années plus tard sous Salomon de Bretagne qui repart en guerre en 863 contre Charles le Chauve. Salomon pousse ses troupes jusqu'à Orléans et par le traité d'Entrammes, il acquiert en échange de la paix le territoire d' Entre deux rivières, c'est-à-dire entre Sarthe et Mayenne. En 868, le traité de Compiègne lui concède le Cotentin, l'Avranchin ainsi que les îles Anglo-Normandes. La Bretagne atteint alors son extension géographique maximale. Mais le royaume de Bretagne est déstabilisé par la mort d'Alain le Grand, et la Bretagne perd à nouveau son unité. En effet, sans successeur dynastique, Gourmaëlon, le comte de Cornouaille, recueille le pouvoir mais ne parvient pas à imposer son autorité et le royaume s'émiette entre les divers comtes et Mac'htierns, plus ou moins rivaux les uns des autres. Les incursions des Vikings en 908, puis le traité de Saint-Clair-sur-Epte en 911, par lequel Charles le Simple concède la Bretagne aux Normands de la Loire[réf. nécessaire] (alors qu'il n'avait aucune souveraineté sur celle-ci), ce qui les encourage et on assiste alors à une invasion générale : toute la Bretagne est submergée, ravagée et une partie des habitants vendus ou expulsés.
Ainsi, la Bretagne perd ses dernières conquêtes sur le Cotentin, l'Avranchin et les îles Anglo-Normandes que Guillaume Longue-Epée enlève aux Bretons en 933, alors que le Maine et l'Anjou sont pris par les Francs. Reconstituée par le duc Alain II de Bretagne et ses suivants, mais affaiblie, la Bretagne reprend à peu près les limites du traité d'Angers, limites qui ne seront plus modifiées.